# Никола Ларини
Никола Ларини (итал. Nicola Larini; рођен 19. марта 1964) је бивши италијански возач Формуле 1. У својој каријери је учествовао на седамдесет пет трка, а у светском шампионату Формуле 1 дебитовао је 6. септембра 1987. године. Освојио је једно друго место и то на Великој награди Сан Марина 1994. године, у којој се живот изгубили Ајртон Сена и Роланд Раценбергер. У својој каријери укупно је освојио седам поена.